# Беренгария Португальская
Беренгария Португальская (порт. Berengária de Portugal, 1198, Коимбра — 27 марта 1221, Рингстед) — португальская инфанта, королева Дании, жена Вальдемара II.

## Биография

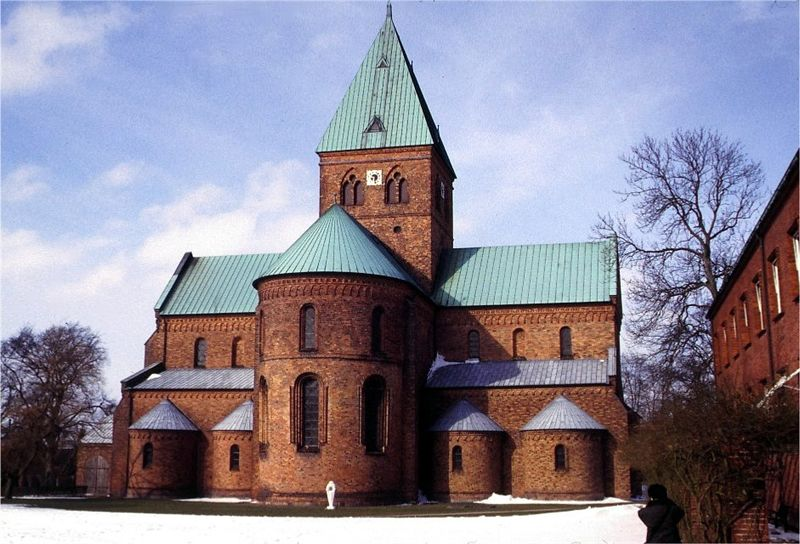
Церковь Святого Бендта (Рингстед), 1170 г.

Пятая дочь португальского короля Саншу I и Дульсы Арагонской. В 1214 году вышла замуж за Вальдемара II. Её дети Эрик IV, Абель и Кристофер I были королями Дании.
По преданию, Беренгария была большой красавицей, но подданные не любили её, считали жестокой и возлагали на неё вину за большие налоги, взимаемые Вальдемаром. Согласно народным балладам, Дагмара Богемская, первая жена Вальдемара, на смертном одре предостерегла его от брака с Беренгарией и предсказала Дании беды от её потомства.
Беренгария сумела завоевать себе в Дании некоторый авторитет, но 27 марта 1221 году скончалась при родах в возрасте неполных 23 лет, и была похоронена в Церкви Святого Бендта в Рингстеде.

## Королева Дании
В положении герцогини Бургундской тётя Беренгарии, графиня Фландрии Тереза, поддержала позицию тогдашней королевы Франции Ингеборги Датской, которая была отвергнута её мужем — французским королём Филиппом II Августом. Этот вопрос привёл к разногласиям между последним и папой Целестином III, а с 1198 года — к ссоре с папой Иннокентием III, наложившим на Французской королевство интердикт. Графы Фландрские обеспечили проезд через Бургундию папских нунциев, защищавших Ингеборгу, что не понравилось ни королю, который потерял к графине доверие, ни её собственному супругу, сохранявшему лояльность Филиппу.
Помощь, оказанная королевой Ингеборге, возможно, побудила её помочь расширить супружеские связи португальской королевской семьи, представив её овдовевшего брата Вальдемара своей племяннице при французском дворе.

## Галерея

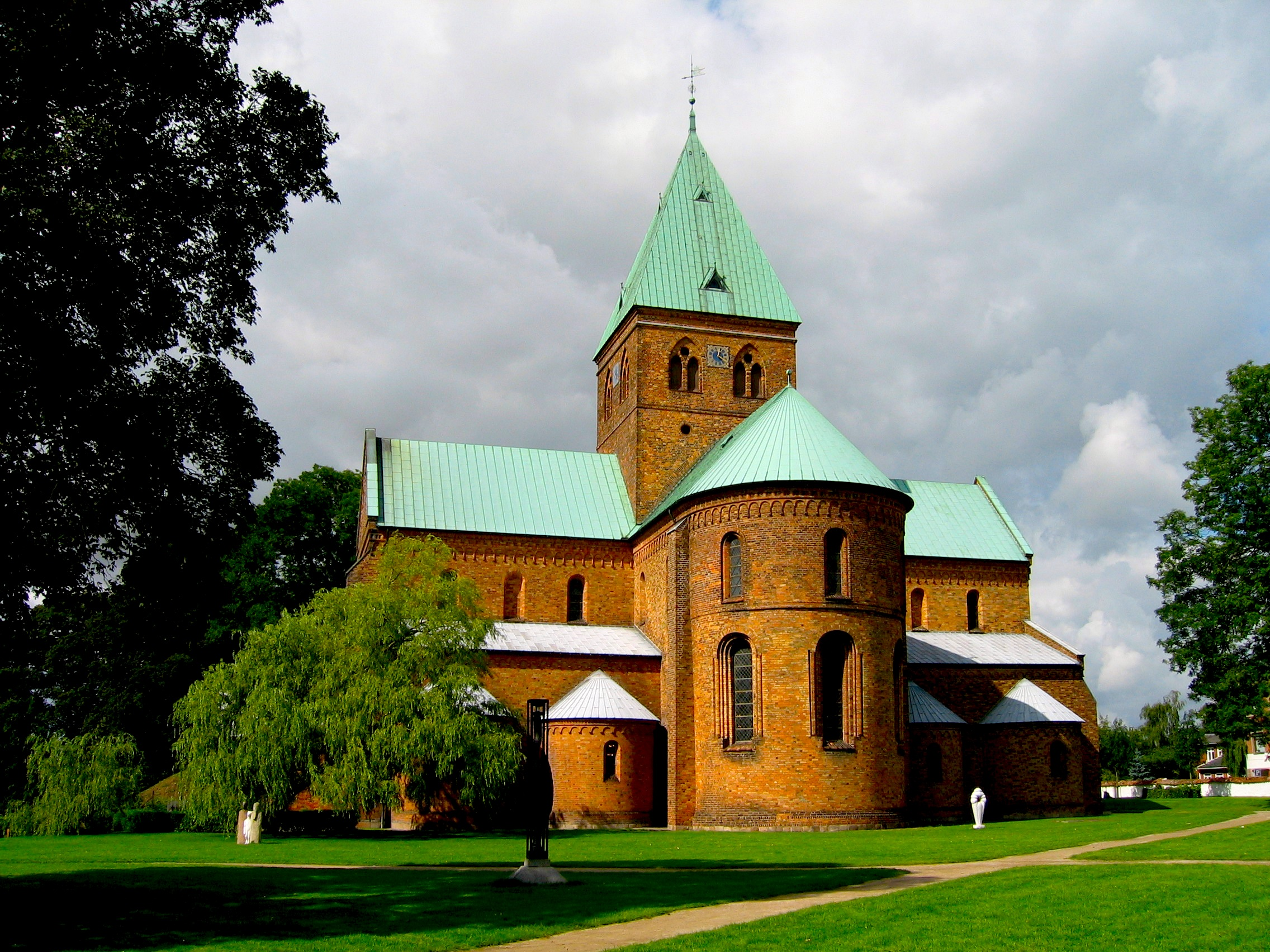
Церковь в Рингстеде, где похоронена королева
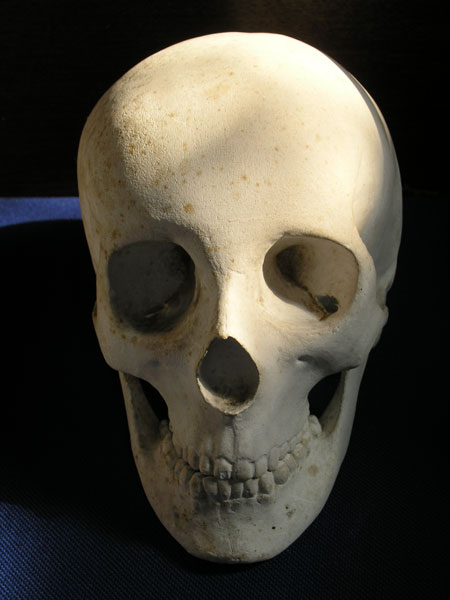
Модель черепа
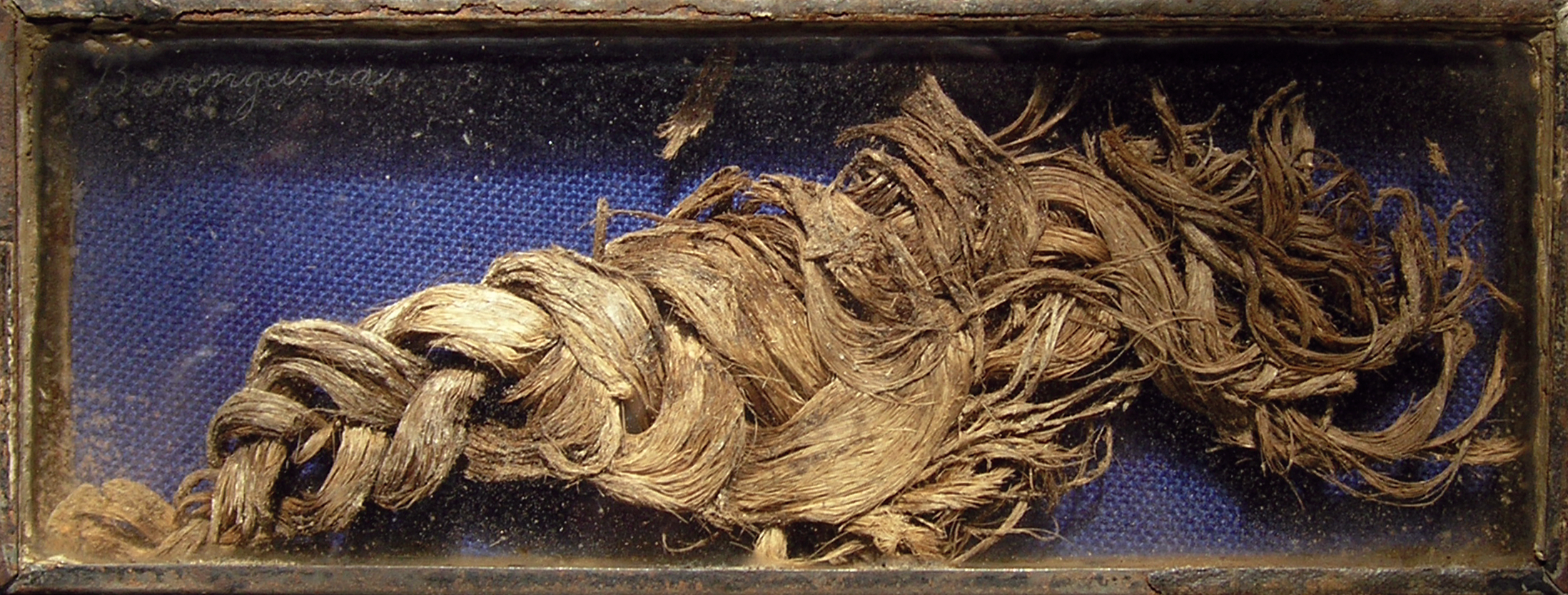
Прядь волос
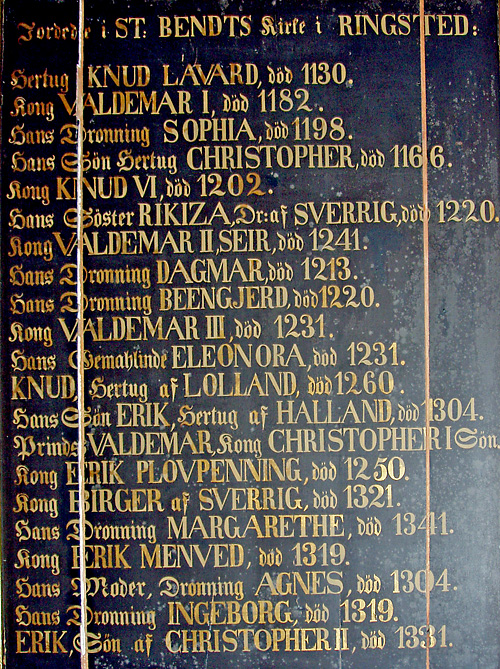
Памятная доска
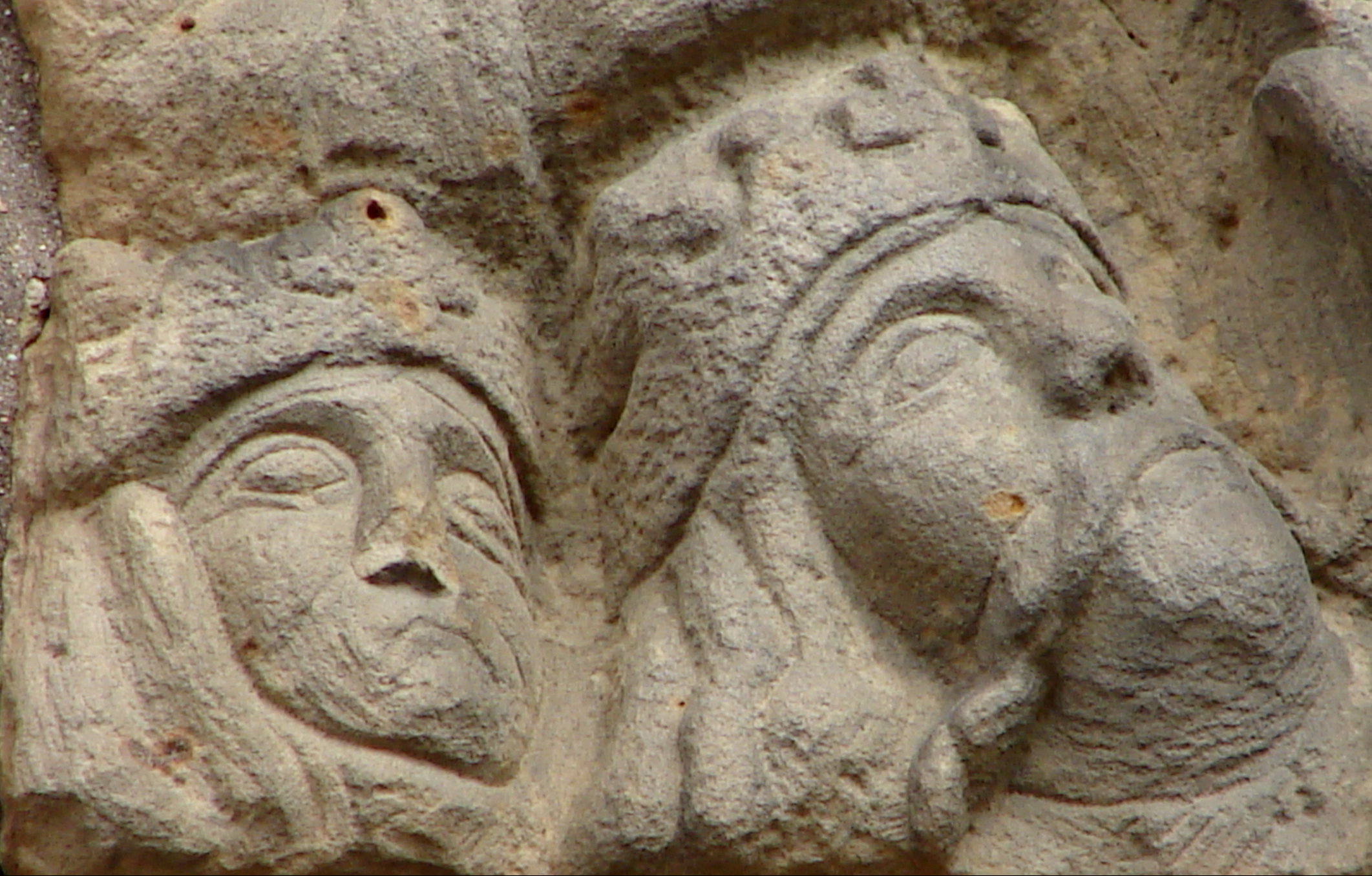
Фрагмент надгробия Вальдемара II и Беренгарии Португальской